# BWR Waggonreparatur

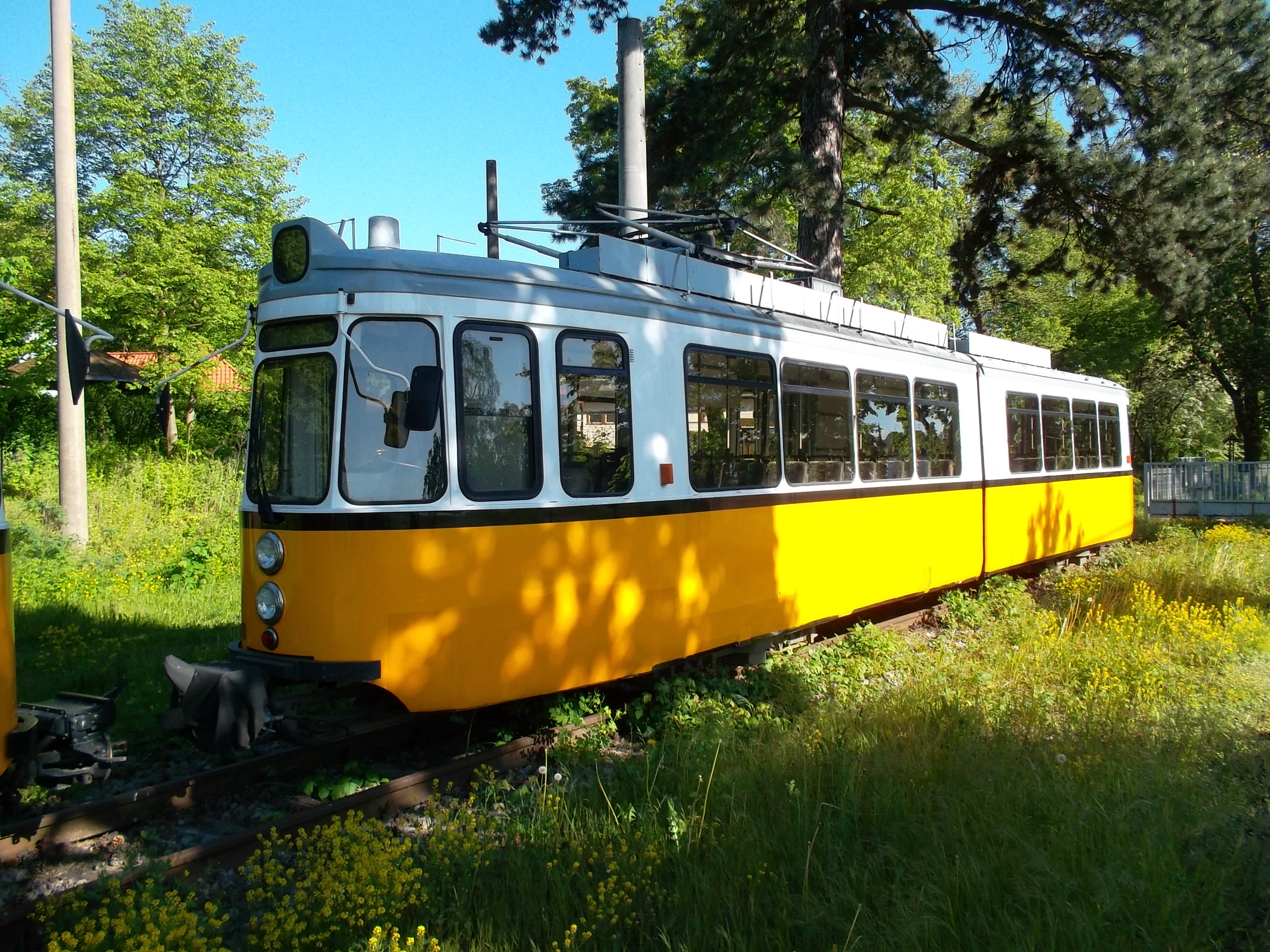
Tramwaj typu GT 4 w Nordhausen

BWR Waggonreparatur GmbH – niemieckie przedsiębiorstwo specjalizujące się dawniej w produkcji pojazdów szynowych (założone w 1897 r. jako Waggonfabrik Rastatt), znajdujące się w mieście Rastatt na obszarze landu Badenia-Wirtembergia.

## Historia
Zakład został założony w 1897 r. Zajmował się głównie produkcją wagonów kolejowych oraz tramwajowych. Do wybuchu I wojny światowej głównym odbiorcą było przedsiębiorstwo kolejowe Großherzoglich Badische Staatseisenbahnen, w późniejszym czasie realizowano zamówienia także dla innych przedsiębiorstw. Wagony tramwajowe wytwarzano głównie dla Oberrheinische Eisenbahn, linii kolejowej Pforzheim–Ittersbach, Verkehrsbetriebe Karlsruhe oraz dla tramwajów w Stuttgarcie.
Po przejęciu większościowego pakietu akcji przez Bauknecht, przedsiębiorstwo w 1971 roku zostało przekształcone w spółkę z ograniczoną odpowiedzialnością. Zaprzestano produkcji taboru i skoncentrowano się na remontach i przebudowie wagonów. Po kilku zmianach nazwy i bankructwie Bauknecht, powstała obecna spółka BWR rWaggonreparatur GmbH.